# St.-Teodora-de-la-Sihla-Kathedrale
Die Kathedrale St. Teodora de la Sihla ist eine Kathedrale in Chișinău, Republik Moldau. Sie ist das Zentrum der orthodoxen Kirche Bessarabiens.
Die Kirche ging aus der ehemaligen Kapelle eines Mädchengymnasiums hervor. Heute gilt die St. Teodora de la Sihla geweihte Kirche als Meisterstück des Architekten Alexander Bernardazzi. Sie ist im Stil der neobyzantinischen Architektur gehalten.

## Galerie

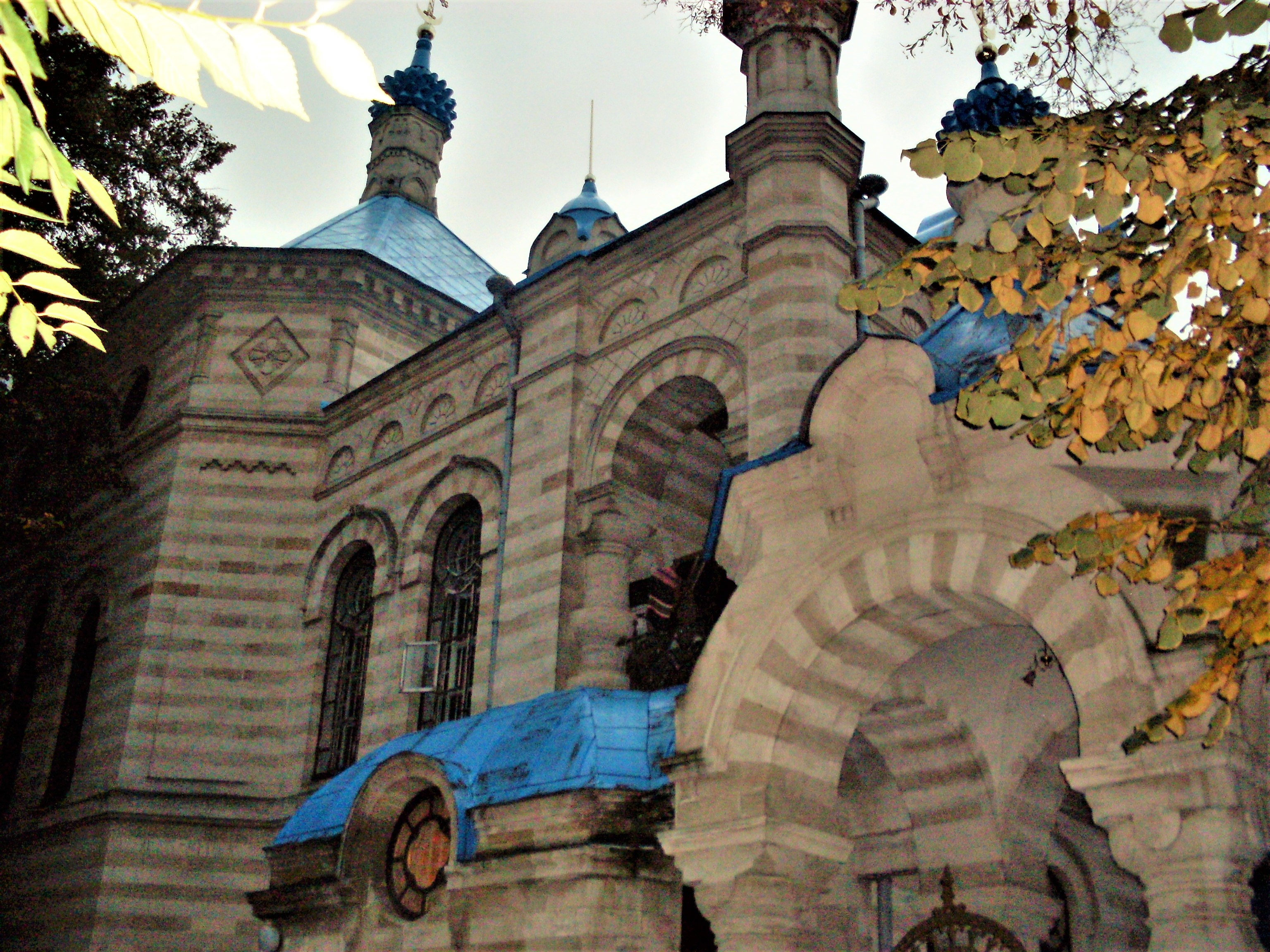
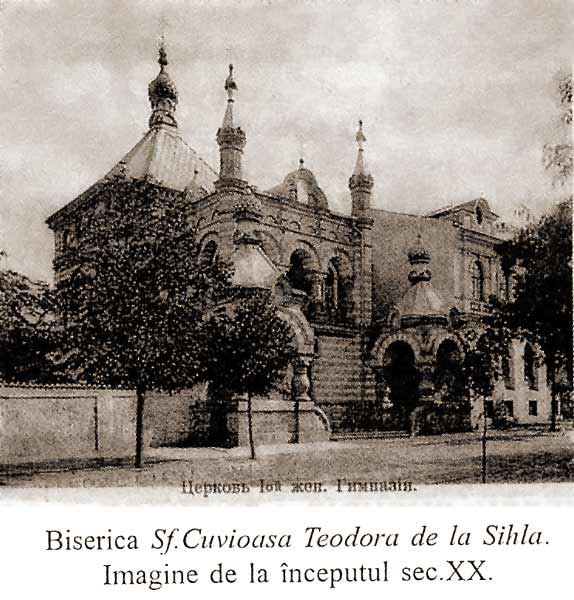